# Carlos Morales Matos
Carlos Morales Matos (Bayamón, 30 agosto 1957) è un ex cestista e allenatore di pallacanestro portoricano.